# Xaiva
Xaiva is een geslacht van krabben in de familie Carcinidae .

## Soorten
Het geslacht Xaiva telt drie soorten :
- Xaiva biguttata (Risso, 1816)
- Xaiva mcleayi (Barnard, 1947)
- Xaiva pulchella MacLeay, 1838